# Circle on Cavill
Circle on Cavill — комплекс хмарочосів в Голд-Кост, Австралія. Складається з двох башт — Північної і Південної. Вартість комплексу складає $551 млн. 

## Опис
Circle on Cavill — сучасний житловий комплекс, що займає площу 1,4 га. У південній башті 279 квартир, у північній — 365. Висота 48-поверхової Південної башти становить 158 метрів, Північної — 220 . Будівництво башт було завершено у 2006 та 2007 роках відповідно. Комплекс є другим за висотою у Голд-Кості після знаменитої Башти Q1.